# إسكندر فرح
إسكندر فرح (1851-1916) هو مسرحي لبناني وهو من رواد المسرح العربي. هاجر إلى مصر أين مثل في  العشرات من المسرحيات وأسس فرقة مسرحية.

## النشأة والمسيرة
ولد إسكندر فرح في بيروت. وتعرّف على المسرح عبر مسرحيات لفرق مسرحية من أوروبا كانت تعرض في سوريا. مثل أول مرة خلال ولاية مدحت باشا في دمشق، وأصبح عضوا في فرقة أبي خليل القباني مسؤولا عن تطوير التمثيل الدرامي فيها وتمثل دور القباني في تدريب الممثلين على الغناء والموسيقى. وعندما هاجر القباني إلى مصر في 1884، رافقه إسكندر فرح. وواصل العمل مع الفرقة في الإسكندرية.
وانفصل في 1886 عن فرقة القباني وأسس فرقته الخاصة انضم إليها سلامة حجازي. وساعده شريف باشا في بناء بناء مسرح خشبي للفرقة في منطقة «العتبة» في القاهرة. وعرضت الفرقة عدة مسرحيات ناجحة من بينها «شقاء المحبين» المقتبسة من مسرحية «روميو وجولييت» لشكسبير. وانطلقت الفرقة في جولة في أقاليم مصر بين 1896 و1899. وأنشأ إسكندر فرح في 1899 مسرحا عصريا مثل المسارح الأوروبية من ناحية المعمار والديكور. وهو ثاني مسرح في مصر يُنار بالكهرباء بعد دار الأوبرا. ووضع أماكن مخصصة للعائلات. وعرضت الفرقة مسرحياتها في المسرح الجديد لمدة ست سنوات وعرفت نجاحا كبيرا. وأوقفت الفرقة عملها في 1905 بعد انسحاب سلامة حجازي منها بسبب خلافه مع قيصر شقيق إسكندر فرح.
وكوّن إسكندر فرح فرقته مرة أخرى وضمت عزيز عيد وأحمد محرم ومحمود كامل وأمين عطا الله وعلي يوسف والشيخ أحمد الشامي وماري صوفيان. وعرضت الفرقة المسرحيات الأدبية التي لا تتضمن أغاني، وحققت نجاحا في ذلك، حيث قدمت في عام واحد عدة مسرحيات منها «الإفريقية» و«البرج الهائل» و«العواطف الشريفة» و«عرابي باشا» و«مكائد الغرام». وتوقفت الفرقة عن النشاط مرة أخرى في 1906 لموت ماري صوفيان. وبعد مدة قصيرة عادت للنشاط مرة أخرى وضمت ممثلين جدد من بينهم نجيب الريحاني ومنسي فهمي وعاد الغناء لمسرحياتها.
ولجذب المزيد من المتفرجين إلى مسرحه، قدم فرح عروض السينما الصامتة بعد نهاية العرض المسرحي. وكانت السينما فنا جديدا في مصر في ذلك الوقت. ولقي ذلك إعجاب الجمهور. وتوقفت الفرقة بعد وفاة قيصر فرح والذي كان الرجل الثاني في الفرقة بعد شقيقه. وفي 1909، شكّل إسكندر فرح فرقته للمرة الأخيرة ولكنها لم تستمر أكثر من شهر، إلا أنها قدمت في تلك المدة القصيرة عدة مسرحيات قديمة ومسرحية جديدة هي «الكونت دي كولانج». وبعد ذلك أجّرت فرق مسرحية أخرى مسرحه. وتوفي في 1916.

## الحياة الشخصية
تزوج من زاهية حاتم في 8 فبراير 1893. وانضم للماسونية.

## أعماله
له عدة مسرحيات منها:
- النجاة في الصدق، 1888
- البرج الهائل، 1889
- عائدة، 1891
- أبو الحسن المغفل، 1891
- أبو العلا، 1891
- ملتقى الخليفتين، 1891
- قوت القلوب، 1891
- «أفيجيني» أو «الرجاء بعد اليأس»، 1891
- شقاء المحبين، 1891
- حفظ الوداد، 1891
- الخلين الوفيين، 1891
- الرجاء بعد اليأس، 1891
- محاسن الصدف، 1891
- الظلوم، 1892
- مي وهوراس، 1892
- ميتريدات، 1892
- هارون الرشيد، 1892
- أوتلو، 1892
- شارلمان، 1892
- ملتقى الخليفتين، 1892
- شهداء الغرام، 1892
- العلم المتكلم، 1892
- غرائب الصدف، 1892
- تليماك، 1892
- عنترة، 1892
- الخليفة والصياد، 1892
- حمدان، 1892
- زنوبيا، 1892
- أنس الجليس، 1892
- ولَّادة بنت المستكفي، 1893
- هناء المحبين، 1893
- عجائب الأقدار
- الاتفاق الغريب
- الغيرة الوطنية
- حسن العواقب، 1894
- صلاح الدين الأيوبي مع ريكارديس قلب الأسد، 1894
- مناهج الرشاد، 1894
- روميو وجوليت، 1894
- شهامة العرب، 1894
- حيل الرجال، 1894
- صدق الإخاء، 1895
- عظة الملوك، 1895
- مدهشات القدر، 1895
- السر المكنون، 1895
- أبو جعفر المنصور، 1896
- مطامع النساء، 1896
- المهدي وفتح السودان، 1896
- مظالم الآباء، 1896
- ضرر الضرتين، 1897
- الأفريقية، 1897
- ثارات العرب، 1897
- غانية الأندلس، 1897
- السيد، 1897
- غرام وانتقام، 1897
- تنازع الغرام، 1905
- العواطف الشريفة
- عرابي باشا
- مكائد الغرام
- عبرة الأبكار، 1907
- حارس الصيد، 1909
- الكونت دي كولانج، 1909